# Fidel Casagrande
José Casagrande (nacido el 18 de mayo de 1912) fue un futbolista argentino. Se desempeñaba en el puesto de arquero y su primer club fue Rosario Central.

## Carrera
Debutó en el canalla en 1930, en el epílogo del amateurismo en Argentina. Compitió por el puesto de guardavallas con arqueros como Octavio Díaz, Luis Bray y José Monjo. 1932 fue el año en que tuvo la continuidad como arquero titular, pero Central no protagonizó una buena campaña y volvió a luchar en igualdad de condiciones con otros en su puesto. Se mantuvo en el club hasta 1934, teniendo en su haber el título de campeón de la Copa Nicasio Vila 1930.En 1935 continuó en el Club Atlético Provincial.

## Clubes
| Club                 | País      | Año       |
| -------------------- | --------- | --------- |
| Rosario Central      | Argentina | 1930-1934 |
| Provincial (Rosario) | Argentina | 1935      |

### Estadística en Central por año y torneo
| Año   | Torneo             | PJ | GR  |
| ----- | ------------------ | -- | --- |
| 1930  | Copa Nicasio Vila  | 1  | 2   |
| 1931  | Copa Nicasio Vila  | 1  | 2   |
| 1932  | Torneo Molinas     | 23 | 55  |
| 1933  | Torneo Molinas     | 5  | 8   |
|       | Copa Estímulo      | 3  | 12  |
|       | Copa Beccar Varela | 4  | 5   |
| 1934  | Torneo Molinas     | 12 | 20  |
|       | Copa Preparación   | 8  | 14  |
| Total |                    | 57 | 128 |

## Palmarés
| Equipo          | Liga     | País      | Título            | Año  |
| --------------- | -------- | --------- | ----------------- | ---- |
| Rosario Central | Rosarina | Argentina | Copa Nicasio Vila | 1930 |